# 296 Fetuza
296 Fetuza (mednarodno ime 296 Phaetusa) je asteroid tipa S v glavnem asteroidnem pasu. 

## Odkritje
Asteroid je odkril francoski astronom Auguste Honoré Charlois ( 1864 – 1910) 19. avgusta 1890 v Nici.. Poimenovan je po Fetuzi, hčerki boga Sonca Heliosa iz grške mitologije.

## Lastnosti
Asteroid Fetuza obkroži Sonce v 3,33 letih. Njegova tirnica ima izsrednost 0,16, nagnjena pa je za 1,747° proti ekliptiki. Njegov premer je med 7 in 15 km .